# 宮崎周一
宮崎 周一（みやざき しゅういち、1895年（明治28年）2月6日 - 1969年（昭和44年）10月16日）は、昭和期日本の陸軍軍人。最終階級は陸軍中将。兵科は歩兵。

## 経歴
長野県下伊那郡飯田町（現飯田市）出身。警察官・宮崎岩太郎の長男として生まれる。豊橋中学校を経て、1916年（大正5年）5月、陸軍士官学校（28期）を卒業。同年12月、歩兵少尉に任官し歩兵第17連隊付となる。陸士予科区隊長などを経て、1927年（昭和2年）12月、陸軍大学校（39期）を卒業し歩兵第17連隊中隊長に就任。
1929年（昭和4年）2月、参謀本部付勤務となり、参謀本部員（外国戦史課）に異動。1931年（昭和6年）8月、歩兵少佐に昇進。1932年（昭和7年）8月、陸大教官となり、5年以上も戦史教官を担当した。1935年（昭和10年）8月、歩兵中佐に進級し、1937年（昭和12年）8月から翌年1月まで欧州に出張。1938年（昭和13年）3月、歩兵大佐に昇進し、同年6月、日中戦争では陸大教官から第11軍作戦参謀として出征。1939年（昭和14年）10月、歩兵第26連隊長に就任し、1940年（昭和15年）10月、陸大教官に復帰。1941年（昭和16年）8月、陸軍少将に進級した。
太平洋戦争開戦後は、ガダルカナル島の戦いにおける川口支隊の総攻撃失敗後の1942年（昭和17年）10月6日、第17軍参謀長に就く。第2師団の総攻撃直前に右翼隊長川口少将が攻撃位置再考を願い出たのは、宮崎参謀長がラバウルより送ったルンガ飛行場（後のヘンダーソン飛行場）の航空写真が影響している。
その後ガ島に進出、作戦指導を行い最後は玉砕を主張するも、百武晴吉第17軍司令官は撤退を決定する。1943年（昭和18年）5月11日、参謀本部第4部長として内地に戻り、次いで同年8月25日、陸大幹事に就任。1944年（昭和19年）8月25日、第6方面軍参謀長として漢口に赴任。
1944年10月、陸軍中将に進み、同年12月14日、帝国陸軍最後の参謀本部第1部長に就任する。第1部長に就任した宮崎部長はすぐさま戦線視察に発ち、マニラでは捷一号作戦失敗を確認し本土決戦準備に入ることを決意する。宮崎部長主導のもと本土決戦に必要な兵力を参謀本部が見積もったところ、50個師団という驚くべき数になり陸軍省軍務局との間で論争が起こったが、最終的には3回の大動員で師団44個、旅団16個、戦車旅団6個等合わせて150万人の動員を実行することになった。この宮崎部長の本土決戦主義は沖縄作戦にも影響し、第9師団の台湾抽出後代わりに沖縄へ充当される予定であった姫路第84師団の派遣を、船舶輸送の不安定を理由に独断で中止してしまい、戦後「沖縄の現地軍を見捨てた」と批判されることになる。
戦後は1945年（昭和20年）9月2日、東京湾に停泊するアメリカ海軍の戦艦ミズーリ号の艦上で行われた降伏文書調印式に日本側全権代表団として参加。同年11月、史実部長に就任し、翌月、予備役に編入。1945年12月から1946年（昭和21年）12月まで第一復員省史実部長を務めた。

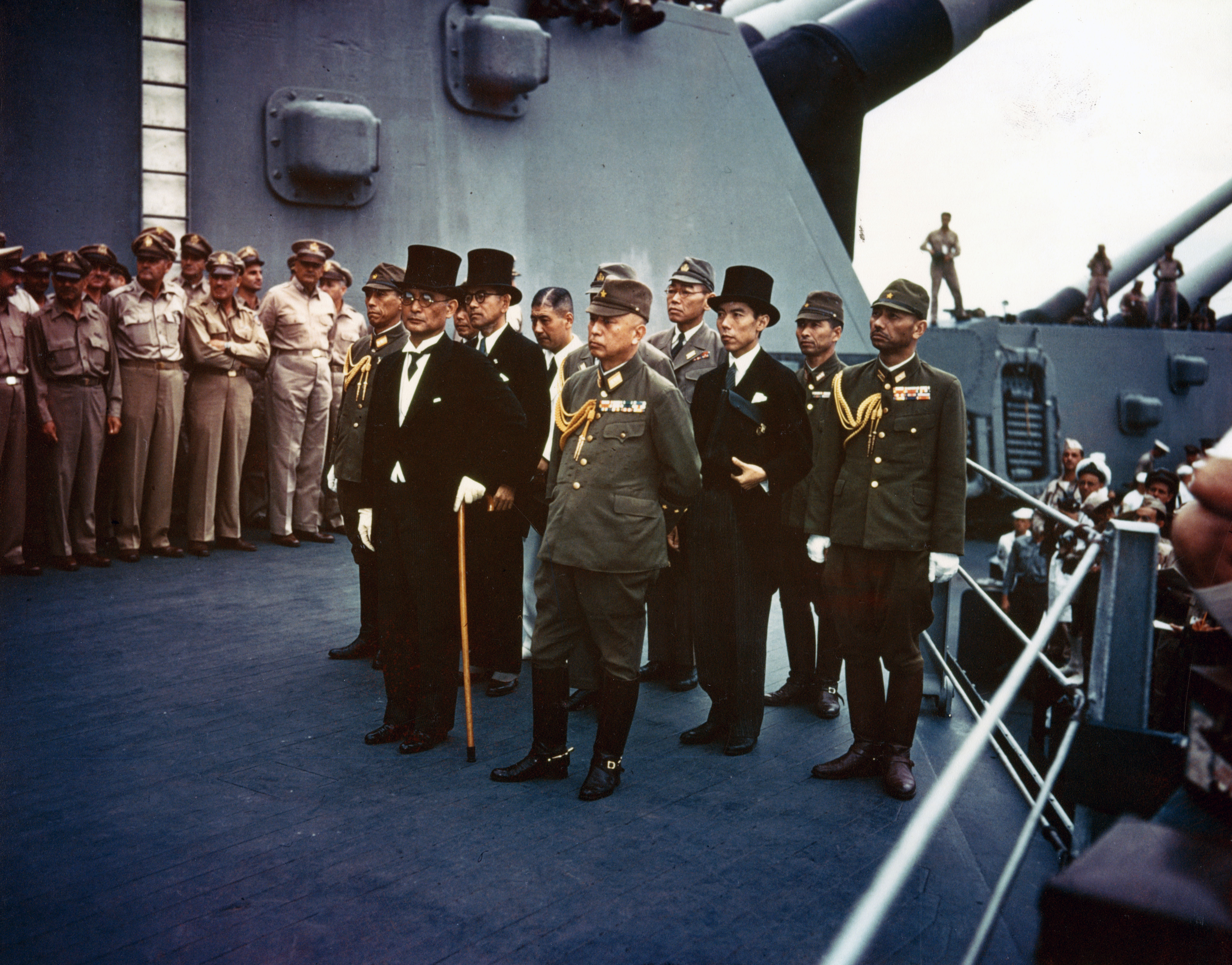
降伏文書調印式に出席する宮崎（左端）

1947年（昭和22年）11月28日、公職追放仮指定を受けた。

## 著作
- 軍事史学会編『大本営陸軍部作戦部長宮崎周一中将日誌』錦正社、2003年。

## 親族
- 妻 宮崎チヨ（後藤栄蔵の娘）
- 息子 宮崎忠夫（陸士59期、陸将、富士教導団長、陸上自衛隊富士学校副校長、陸上自衛隊関西地区補給処長）